# Кубок африканських чемпіонів 1984
Кубок африканських чемпіонів 1984 — 20-й розіграш турніру, що проходив під егідою КАФ. Матчі проходили з квітня по 8 грудня 1984 року. Турнір проходив за олімпійською системою, команди грали по два матчі. Усього брали участь 39 команд. Чемпіонський титул уперше здобув єгипетський клуб «Замалек» із Гіза.

## Попередній раунд
| Команда 1            | Заг.  | Команда 2                 | 1-й матч | 2-й матч |
| -------------------- | ----- | ------------------------- | -------- | -------- |
| Реал Ріпаблікенс     | 1:0   | Інвінсібл Елевен          | 1:0      | 0:0      |
| Атлетіко (Малабо)    | 3:6   | Прімейру де Маю (Бенгела) | 2:0      | 1:6      |
| Реал Банжул          | 0:2   | Спортінг (Бісау)          | 0:0      | 0:2      |
| Дешпортіву ді Мапуту | 2:1   | Манзіні Вондерерз         | 1:1      | 1:0      |
| Тоуншип Роллерз      | 1:3   | ЛПФ Масеру                | 0:2      | 1:1      |
| Уагадугу             | 1:5   | Драгонс (Порто-Ново)      | 0:2      | 1:3      |
| Кійову               | т. п. | АДМАРК Тайгерс            | —        | —        |

Примітки
1. ↑  «АДМАРК Тайгерс» знявся з турніру.

## Перший раунд
| Команда 1             | Заг.  | Команда 2                 | 1-й матч | 2-й матч |
| --------------------- | ----- | ------------------------- | -------- | -------- |
| ФК 105 Лібревіль      | 8:2   | АСДР Фатіма               | 3:1      | 5:1      |
| Африка Спортс         | 4:5   | Семассі                   | 2:1      | 2:4      |
| Аль-Гіляль (Омдурман) | 1:2   | Прінтінг Ейдженсі         | 1:1      | 0:1      |
| Аль-Медіна            | 1:2   | МАС Фес                   | 0:0      | 1:2      |
| Асанте Котоко         | 2:3   | Прімейру де Маю (Бенгела) | 1:1      | 1:2      |
| Реал Бамако           | 2:4   | Драгонс (Порто-Ново)      | 2:2      | 0:2      |
| Кампала Сіті Коунсіл  | 9:3   | Дешпортіву ді Мапуту      | 6:1      | 3:2      |
| Нкана Ред Девілз      | 6:0   | ЛПФ Масеру                | 5:0      | 1:0      |
| СМ Санга Баленде      | 6:2   | Кійову                    | 2:1      | 4:1      |
| Шутінг Старз          | 2:1   | СЕЙБ                      | 2:0      | 0:1      |
| Замалек               | 4:1   | Сфаксьєн                  | 3:0      | 1:1      |
| Тізі-Узу              | 3:1   | Реал Ріпаблікенс          | 1:0      | 2:1      |
| Спортінг (Бісау)      | т. п. | Гафія                     | —        | —        |
| ГТМФ                  | 0:5   | Дайнамоз                  | 0:3      | 0:2      |
| Вітал'О               | 1:3   | Тоннер (Яунде)            | 1:0      | 0:3      |
| Янг Афріканс          | 1:2   | Гор Магіа                 | 1:1      | 0:1      |

Примітки
1. ↑  «Гафія» знявся з турніру.
2. ↑  «ГТМФ» після першого матчу знявся з турніру.

## Другий раунд
| Команда 1                 | Заг.           | Команда 2            | 1-й матч | 2-й матч |
| ------------------------- | -------------- | -------------------- | -------- | -------- |
| Прімейру де Маю (Бенгела) | 2:2 (пен. 3:4) | Семассі              | 2:0      | 0:2      |
| Прінтінг Ейдженсі         | 2:4            | Нкана Ред Девілз     | 2:1      | 0:3      |
| МАС Фес                   | 3:1            | Драгонс (Порто-Ново) | 3:0      | 0:1      |
| Кампала Сіті Коунсіл      | 1:2            | Дайнамоз             | 0:0      | 1:2      |
| СМ Санга Баленде          | 0:4            | ФК 105 Лібревіль     | 0:2      | 0:2      |
| Замалек                   | 3:0            | Гор Магіа            | 1:0      | 2:0      |
| Тізі-Узу                  | т. п.          | Спортінг (Бісау)     | —        | —        |
| Шутінг Старз              | 4:4 (пен. 5:4) | Тоннер (Яунде)       | 4:0      | 0:4      |

Примітки
1. ↑  Матч був зупинений на 55 хвилині тому, що гравці «СМ Санга Баленде» пішли з поля як протест суддівству та були дискваліфіковані КАФ на три роки.
2. ↑  Матч був зупинений на 38 хвилині у зв'язку з нападом гравців «Гор Магіа» на арбітра.
3. ↑  «Спортінг» знявся з турніру.

## Фінальний етап

### Чвертьфінал
| Команда 1        | Заг.           | Команда 2        | 1-й матч | 2-й матч |
| ---------------- | -------------- | ---------------- | -------- | -------- |
| МАС Фес          | 2:5            | Шутінг Старз     | 1:1      | 1:4      |
| Дайнамоз         | 2:2 (пен. 2:3) | Тізі-Узу         | 2:0      | 0:2      |
| Семассі          | т. п.          | ФК 105 Лібревіль | —        | —        |
| Нкана Ред Девілз | 2:6            | Замалек          | 1:1      | 1:5      |

Примітки
1. ↑  «ФК 105 Лібревіль» дискваліфіковано за незаявленого гравця у матчі.

### Півфінал
| Команда 1    | Заг. | Команда 2 | 1-й матч | 2-й матч |
| ------------ | ---- | --------- | -------- | -------- |
| Шутінг Старз | 6:3  | Семассі   | 5:1      | 1:2      |
| Тізі-Узу     | 3:4  | Замалек   | 3:1      | 0:3      |

| 19 жовтня 1984 |

| Тізі-Узу                               | 3:1      | Замалек          |
| -------------------------------------- | -------- | ---------------- |
| Фергані 38' БАрріс 75' Алі Белачне 88' | Протокол | Ібрагім Юсеф 60' |

| «1 листопада 1954 року» Глядачів: 30 000 |

| 21 жовтня 1984 |

| Шутінг Старз                                         | 5:1      | Семассі  |
| ---------------------------------------------------- | -------- | -------- |
| Екуе Фолі 14' Ротмі Адебак 15', 37', 89' Оволабі 78' | Протокол | Єкіні 8' |

| Лекан Саламі, Ібадан Глядачів: 100 000 |

| 4 листопада 1984 |

| Семассі               | 2:1      | Шутінг Старз |
| --------------------- | -------- | ------------ |
| Атча 10' Сулейман 87' | Протокол | Оволабі 36'  |

| Муніципальний стадіон, Сокоде |

| 4 листопада 1984 |

| Замалек                                            | 3:0      | Тізі-Узу |
| -------------------------------------------------- | -------- | -------- |
| Абдул-Хамід 35' (пен.) Наср Ібрагім 53' Кварші 62' | Протокол |          |

| «Міжнародний стадіон», Каїр Глядачів: 112 000 |

## Фінал
| 23 листопада 1984 |

| Замалек                     | 2:0      | Шутінг Старз |
| --------------------------- | -------- | ------------ |
| Абдул-Хамід 59', 70' (пен.) | Протокол |              |

| «Міжнародний стадіон», Каїр Глядачів: 90 000 Арбітр: J F Diamba (Габон) |

| 8 грудня 1984 |

| Шутінг Старз | 0:1      | Замалек        |
| ------------ | -------- | -------------- |
|              | Протокол | Обенг 56' (аг) |

| «Сурулере», Лагос Глядачів: 50 000 |

| Чемпіон Кубка африканських чемпіонів 1984 [[Файл:Flag of Egypt.svg\|border\|border\|100px\|Єгипет]] Замалек (1-й титул) |